# Reino da Dalmácia
O Reino da Dalmácia (em croata: Kraljevina Dalmacija; em italiano: Regno di Dalmazia; em alemão: Königreich Dalmatien) foi uma terra da coroa do Império Austríaco (1815–1867) e da metade Cisleitânia da Áustria-Hungria (1867–1918). Abrangeu toda a região da Dalmácia, com capital em Zadar.

## História
A monarquia dos Habsburgos anexou as terras da Dalmácia após a Guerra Napoleônica da Primeira Coalizão: quando Napoleão Bonaparte lançou sua Campanha Italiana nos ducados dos Habsburgos de Milão e Mântua em 1796, culminando no Cerco de Mântua, ele obrigou o Imperador Francisco II a fazer a paz. Em 1797, foi assinado o Tratado de Campo Formio, pelo qual o imperador Habsburgo renunciou à posse dos Países Baixos Austríacos e reconheceu oficialmente a independência da República Cisalpina Italiana. Por sua vez, Napoleão cedeu-lhe as possessões da República de Veneza, incluindo a costa da Dalmácia (Dalmácia veneziana) e a Baía de Kotor (Albânia veneziana). A República de Veneza aliou-se à Áustria para defender seu Domini di Terraferma e foi ocupada por tropas francesas em 14 de maio de 1797. O tratado pôs fim à história secular da República de Veneza. 
As terras da coroa dos Habsburgos recém-adquiridas se estendiam da Ilha Rab e Karlobag, no norte, pela costa do Adriático até Budva, no sul, enquanto a República de Ragusa (Dubrovnik) manteve sua independência até 1808. Quando em 1804 Francisco II criou o título de Imperador da Áustria para si mesmo (como Francisco I), ele também acrescentou o de "Rei da Dalmácia" (Dalmatiae Rex). Entretanto, as possessões foram novamente perdidas após a derrota austríaca na Batalha de Austerlitz e a Paz de Pressburg de 1805, quando temporariamente passaram a fazer parte das Províncias Ilírias Francesas. Somente no Congresso de Viena, em 1814-1815, o Reino da Dalmácia foi formado a partir dos territórios recuperados, agora incluindo a antiga República de Ragusa e se estendendo até Sutomore, no sudeste. 
Por volta de 1850, os austríacos construíram a fortaleza de Prevlaka para controlar o tráfego marítimo na Baía de Kotor. Após as Revoluções de 1848, a Dalmácia ficou temporariamente sob o controle de Ban Josip Jelačić da Croácia. No entanto, a elite de língua italiana que dominava a Dieta da Dalmácia exigiu autonomia para o reino como uma terra da coroa austríaca – contra a demanda do movimento do renascimento nacional croata por um Reino Trino da Croácia, Eslavônia e Dalmácia. No Compromisso Austro-Húngaro de 1867, a unificação com o Reino da Croácia-Eslavônia foi negada. Enquanto a Croácia-Eslavônia foi incorporada às Terras da Coroa de Santo Estêvão, a Dalmácia permaneceu como uma terra da coroa da metade Cisletânica (austríaca) da Monarquia Dual. 
O reino foi uma divisão administrativa separada da Áustria-Hungria até 1918, quando seu território – exceto Zadar e as ilhas de Lastovo e Palagruza que foram anexadas pelo Reino da Itália – tornou-se parte do Estado dos Eslovenos, Croatas e Sérvios e do Reino dos Sérvios, Croatas e Eslovenos (mais tarde Reino da Iugoslávia). Como resultado da Constituição de Vidovdan (em 1921), a maior parte do reino foi dividida em Split Oblast e Dubrovnik Oblast, com a Baía de Kotor sendo administrativamente dividida em Zeta Oblast, majoritariamente montenegrino. 

### Antecedentes

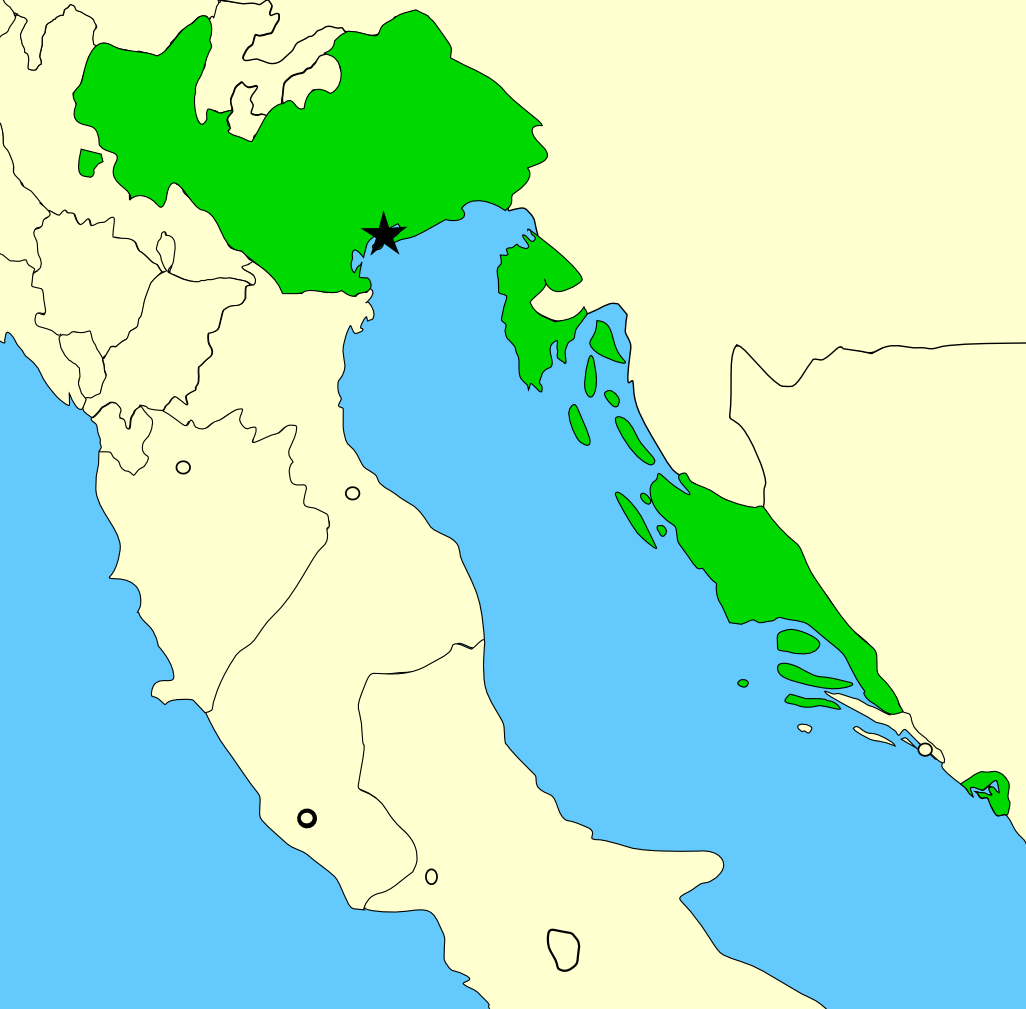
Possessões dálmatas da República de Veneza em 1797

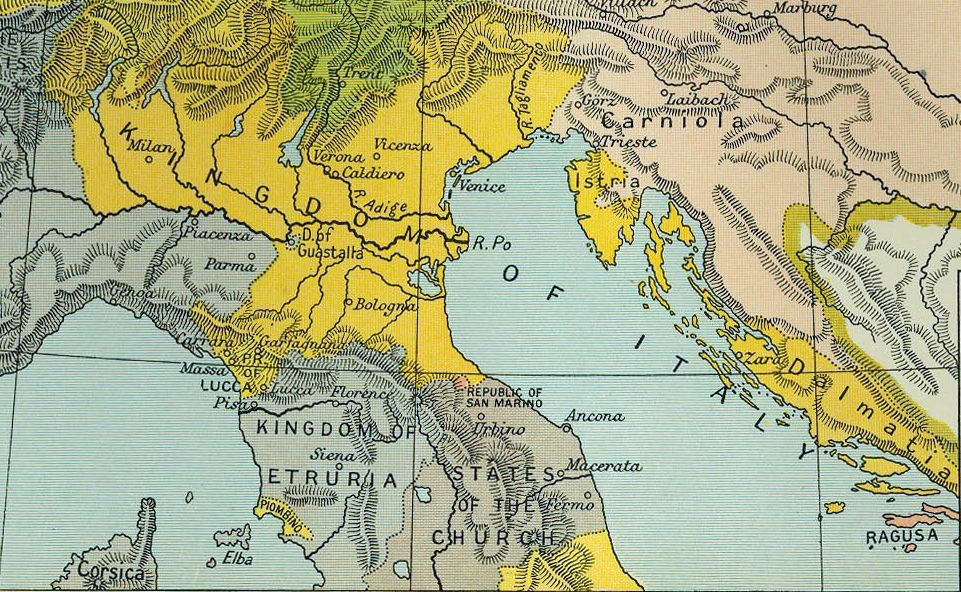
O Reino Napoleônico da Itália em 1807 mostrado em amarelo

A República de Veneza, entre o século IX e 1797, estendeu seu domínio à Ístria, às ilhas de Kvarner e Dalmácia, quando foi conquistada por Napoleão.  A Ístria e a Dalmácia foram então agregadas ao Reino Napoleônico da Itália em 1805 e anexadas às Províncias da Ilíria em 1809 (por alguns anos também a República de Ragusa foi incluída, desde 1808).
Após a queda de Napoleão (1814), a Ístria, as ilhas de Kvarner e Dalmácia foram anexadas ao Império Austríaco .  Da Idade Média até ao século XIX, as comunidades italiana e eslava da Dalmácia viveram pacificamente lado a lado porque não conheciam a identificação nacional, dado que se definiam genericamente como “dálmatas”, de cultura “românica” ou “eslava”. 

### Primeira Administração Austríaca
Muitos trabalhadores e cidadãos em toda a Dalmácia ficaram revoltados com a queda da República de Veneza em 1797. Surgiu um forte movimento pela unificação da Dalmácia com o Reino da Croácia-Eslavônia. Os franciscanos e muitos outros membros do clero realizaram reuniões, por exemplo na aldeia de Gornji Karin, onde exigiram a unificação.  Eles foram acompanhados pelo Arcebispo Lelije Cipiko de Split, pelo Bispo de Makarska e pelo clero ortodoxo. Em junho de 1797, eles formaram uma delegação que planejou viajar para Viena e pedir ao Imperador que aprovasse a unificação, mas foram impedidos pelo Tratado de Campo Formio, então decidiram entrar em contato com o Bano Croata.  Pelo Tratado de Campo Formio, assinado em 18 de outubro de 1797 entre a Primeira República Francesa e a monarquia dos Habsburgos, os territórios venezianos foram divididos entre os dois estados, com a Monarquia dos Habsburgos ganhando a Ístria e a Dalmácia. 
O exército austríaco, com cerca de 4.000 soldados, foi liderado pelo general croata Mathias Rukavina von Boynograd na reivindicação dos territórios recém-adquiridos. Rukavina, um defensor da unificação da Dalmácia e da Croácia-Eslavônia, foi nomeado governador militar da Dalmácia. O povo e o clero ficaram encantados ao ver a chegada de um exército liderado por croatas, composto predominantemente por croatas étnicos.  Entretanto, a Dalmácia foi tratada como um território recém-conquistado e, portanto, não tinha governo autônomo, mas estava diretamente sujeita ao governo de Viena. 
Em 1798, o Governo Imperial e Real (em croata: Carska i kraljevska Vlada; em italiano: Cesareo Regio Governo), chefiada pelo governador, foi fundada em Zadar. Os membros do governo e o governador foram nomeados pelo Imperador e subordinados ao Comitê da Corte Imperial e Real para a Ístria, Dalmácia e Albânia em Veneza (em croata: Carsko i kraljevsko dvorsko povjerenstvo za Istru, Dalmaciju i Albaniju  ; em italiano: Ces. Reg. commissione aulica per l'Istria, Dalmazia ed Albania), e desde 1802 para a Seção da Câmara Real de Viena para a Dalmácia e a Baía de Kotor ( em croata: Sekcija za Dalmaciju i Boku kotorsku Dvorske kancelarije). A Dalmácia foi dividida em distritos administrativos, chefiados pelos reitores e juízes-administradores. As sedes dos distritos estavam em Cres, Krk, Rab, Pag, Zadar, Nin, Novigrad, Skradin, Šibenik, Knin, Sinj, Trogir, Split, Klis, Omiš, Brač, Hvar, Korčula, Imotski, Makarska, Poljica e Metković. 
Em 1802, a corte dos Habsburgos rejeitou oficialmente o pedido de unificação da Dalmácia com o Reino da Croácia-Eslavônia. Durante sua curta primeira administração na Dalmácia, o governo austríaco fez pouco para mudar o sistema veneziano existente e implementou apenas reformas limitadas na educação e no judiciário. Em 1803, um ginásio foi inaugurado em Zadar. Após a derrota austríaca contra Napoleão, de acordo com as disposições da Paz de Pressburg de 1805, a Dalmácia foi entregue aos franceses, que a anexaram ao estado cliente de Napoleão, o Reino da Itália. Isso encerrou a primeira administração austríaca da Dalmácia. 
Da Idade Média ao século XIX, as comunidades italiana e eslava da Dalmácia viveram pacificamente lado a lado porque não conheciam a identificação nacional, dado que se definiam genericamente como “ dálmatas ”, de cultura “românica” ou “eslava”. 

### Administração Francesa
Após a Paz de Pressburg, Napoleão enviou o general Gabriel Jean Joseph Molitor para assumir o controle da Dalmácia. Em fevereiro de 1806, os franceses ocuparam o norte da Dalmácia até o rio Neretva. A Baía de Kotor, que também foi dada aos franceses pelo Tratado de Paz, foi mantida pelos russos e seus aliados montenegrinos. Além disso, os russos também ocuparam Korčula e procuraram capturar a República de Ragusa. 

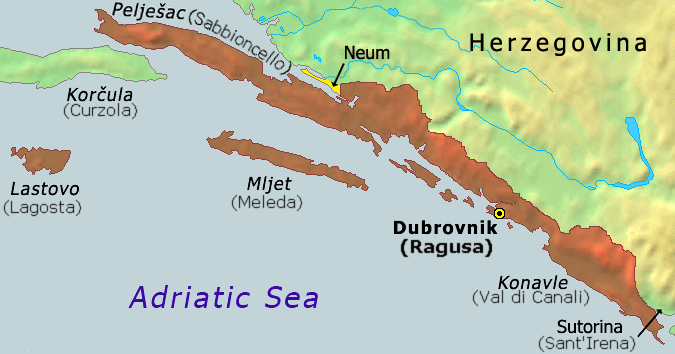
Fronteiras da República de Ragusa, desde 1426 (abrangendo também a área denominada "Neum" até 1718)

#### Fim da República de Ragusa
De acordo com as disposições da Paz de Pressburg, a França tinha direito a toda a Dalmácia e à Baía de Kotor. O território da República de Ragusa (Dubrovnik) cortou a ligação terrestre entre os territórios franceses.  Com o exército de Napoleão de um lado e o enfraquecido Império Otomano do outro, a República já não estava segura.  Em 27 de maio de 1806, ameaçada pelos russos, a República rendeu-se sem resistência às tropas francesas. Uma força francesa de cerca de 1.200 soldados sob o comando do general Jacques Lauriston entrou na cidade sob falsos pretextos.  Desde a entrada do exército francês em Dubrovnik, começaram as operações de guerra no Império Otomano, lideradas pelas forças militares conjuntas russas e paramilitares montenegrinas, que foram auxiliadas pela população sérvia do interior. No início de outubro de 1806, com a ajuda do general Auguste de Marmont, o exército russo hostil foi expulso do território da República de Dubrovnik. Pouco tempo depois, os franceses assumiram o governo de Dubrovnik. As necessidades de um grande número de tropas francesas esgotaram financeiramente Dubrovnik. A marinha mercante de Dubrovnik foi destruída ou perdida nos portos do Mediterrâneo, e o comércio outrora muito lucrativo com o interior foi interrompido. Em 31 de janeiro de 1808, o General Marmont, com a aprovação de Napoleão, dissolveu o Senado de Dubrovnik e aboliu a independência de Dubrovnik. Após a abolição da República, a área de Dubrovnik com a Baía de Kotor foi submetida ao Reino da Itália de Napoleão e entre 1810 e 1814 incluída nas Províncias Ilírias Francesas. 

#### Dalmácia sob o domínio francês

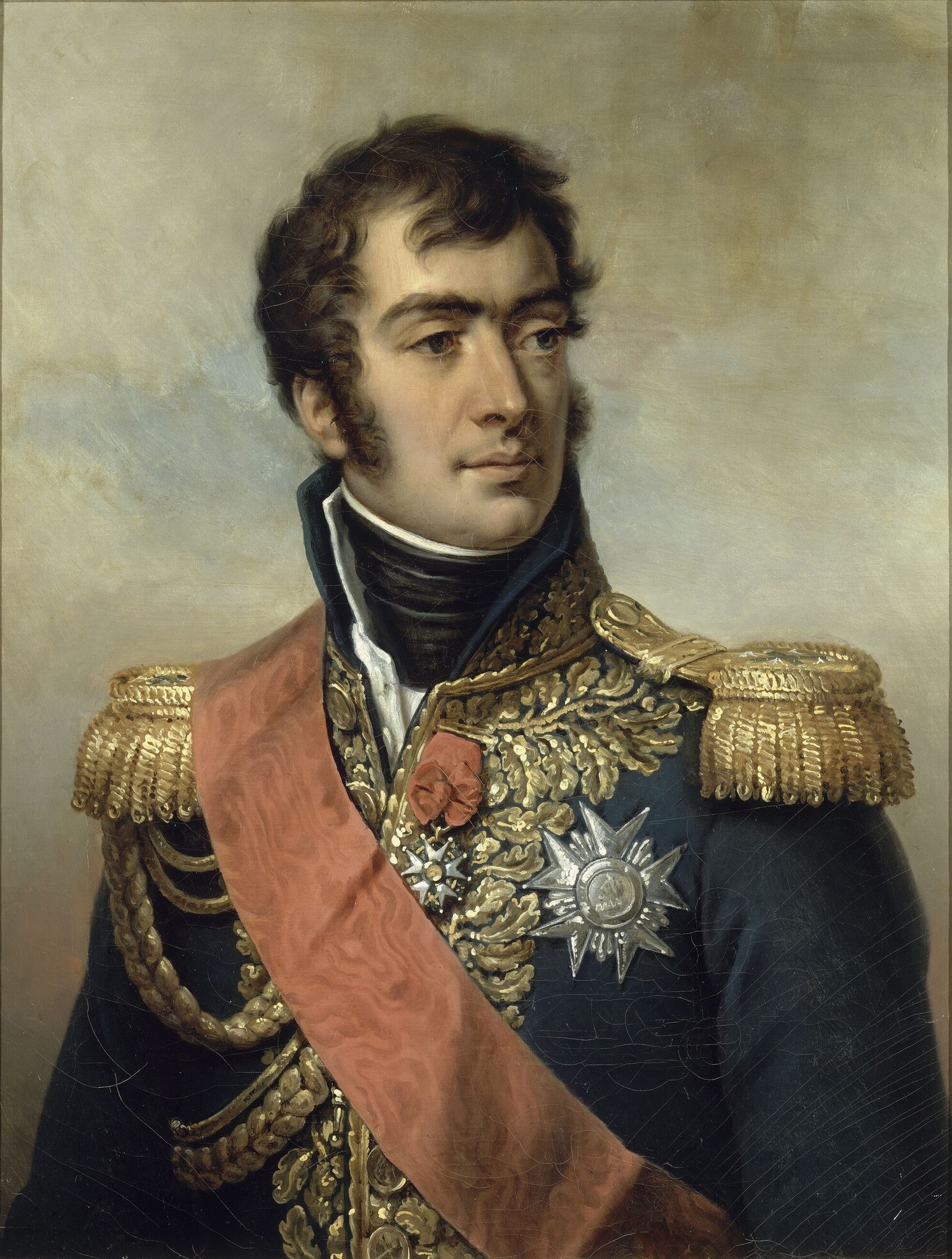
Marechal Auguste de Marmont, comandante militar da Dalmácia durante o domínio francês (1806–1813)

Logo após a ocupação da Dalmácia, Napoleão nomeou o general Vincenzo Dandolo para o cargo de provedor geral da Dalmácia (nomeado em 28 de abril de 1806) e o general Auguste de Marmont para o cargo de comandante militar da Dalmácia (nomeado em 12 de junho de 1806).   A Dalmácia estava administrativamente ligada ao Reino da Itália, cuja sede ficava em Milão . Em 14 de outubro de 1809, as Províncias da Ilíria foram criadas com o Tratado de Schönbrunn.  O centro do governo dálmata (em italiano: La Proveditura Generale), liderado pelo General Dandolo, estava em Zadar. O italiano se torna a língua oficial. Os interesses dálmatas eram defendidos (apenas formalmente) pelo chamado ministro dálmata sem pasta, que trabalhava no então governo central do Reino da Itália em Milão. Ivan Stratico serviu como ministro por um longo tempo. A Proveditura Generale era dividida em seis departamentos (judiciário, assuntos internos, finanças, assuntos militares, ensino, contabilidade) que eram liderados pelos chefes de departamento . Além disso, havia também 1 policial e 1 supervisor militar. Todos eles estavam subordinados ao Secretário-Geral (em italiano: Segretario Generale) que era o braço direito do Provedor Geral. Conselho Principal dos Dálmatas (em italiano: Consiglio Generale della Dalmazia) era um órgão consultivo. Era composto por 48 membros escolhidos pelo Governo entre os distritos, um ou mais de cada um, de acordo com o número de habitantes dos distritos. Os primeiros membros eram nomeados somente pelo Governo e, a cada ano, 12 deles renunciavam. Depois disso, o Conselho propunha uma lista da qual o Governo escolheria 12 novos candidatos e os nomearia para servir no conselho. O conselho foi presidido pelo Proveditore Generale e discutiu vários assuntos relevantes para a Dalmácia. As conclusões dos Concílios só eram válidas após a confirmação formal do Proveditore Generale. 
O judiciário foi separado da administração. Havia 22 tribunais locais ou reconciliatórios (em italiano: Giudici Locali o di Pace), principalmente em todos os distritos, bem como em algumas outras áreas mais importantes. Zadar, Split e Dubrovnik eram sedes de tribunais que eram cortes de apelação para tribunais locais e tribunais de primeira instância em todos os casos civis e criminais. Além disso, um Tribunal de Apelação para veredictos do Tribunal foi estabelecido em Zadar, enquanto o Tribunal em Milão era o Supremo Tribunal (em italiano: Tribunale di Cassazione). A intenção original era introduzir leis francesas (Código Napoleônico e outros), mas logo ficou claro que isso seria inviável devido às percepções e costumes populares, especialmente em relação a propriedade, herança e assuntos conjugais. Portanto, além das leis francesas superiores, também estavam implícitas as leis austríacas e venezianas. A igualdade de todos perante a lei também foi introduzida. 
A Dalmácia foi dividida territorialmente em condados, distritos, municípios e aldeias. De acordo com essa divisão, a Dalmácia foi dividida em quatro condados: Zadar, Šibenik, Split e Makarska. O condado de Zadar foi dividido em seis distritos (Zadar, Krk, Cres, Lošinj, Rab e Pag), o condado de Šibenik em três (Šibenik, Skradin e Knin), o condado de Split em cinco (Split, Trogir, Sinj, Nerežišća e Hvar ) e Makarska em três (Makarska, Imotski e Korčula). O condado era liderado por um comissário (em italiano: Delegato), distrito por um vice-comissário (em italiano: Vice-delegato), município por um prefeito municipal e vila por um capitão ancião (em italiano: Capitani-anziani). Quando a Baía de Kotor foi dada à França pelos Tratados de Tilsit de 1809, e um ano depois a República de Dubrovnik foi abolida, um Proveditore Generale especial, Dominik Garagnin, foi nomeado para governar quatro condados (Cavtat, Ston, Lopud e Kotor) e dois distritos (Herceg Novi e Budva). 

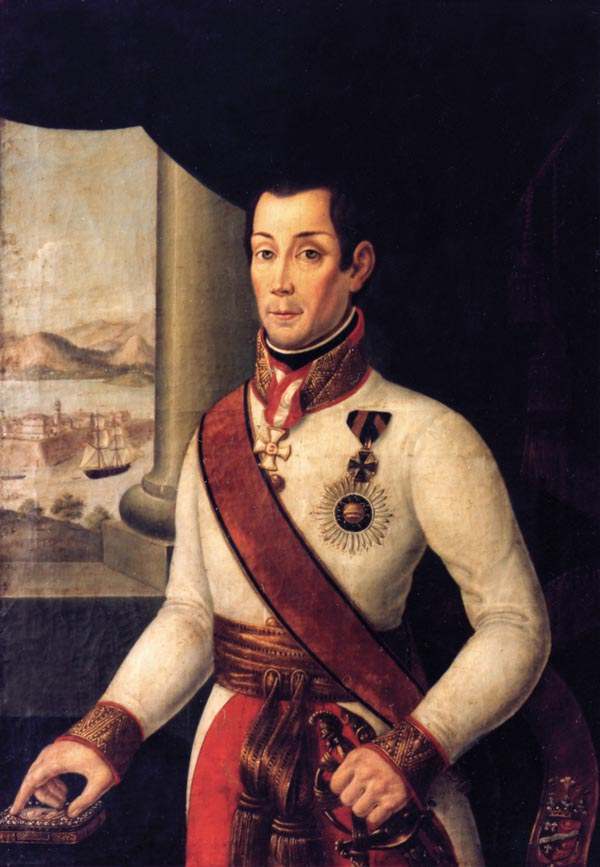
Franjo Tomašić

O novo sistema territorial-administrativo redefiniu fundamentalmente o sistema veneziano existente na Dalmácia. Algumas formas de órgãos de governo do período veneziano foram mantidas, por exemplo, a posição do Proveditore Generale e, em termos militares, as instituições reorganizadas das forças territoriais. Durante o domínio francês na Dalmácia, pouco foi feito pela prosperidade económica da Dalmácia.  A primeira característica do renascimento cultural da Dalmácia sob a administração francesa foi o lançamento do semanário bilíngue Il Regio Dalmata – Kraglski Dalmatin, cuja primeira edição foi publicada em 12 de julho de 1806. Atenção especial foi dada à educação, já que praticamente não havia escolas na Dalmácia quando o General Dandolo chegou. Os franceses procuraram construir ligações rodoviárias com o norte da Croácia e, em parte, com a Bósnia e Herzegovina. A construção de novas estradas provavelmente foi seguida por interesses estratégicos militares (com relação ao bloqueio marítimo do Adriático pela Inglaterra e Rússia), mas também foram usadas para fins econômicos. Muitos dálmatas, especialmente os clérigos de baixo escalão, com os franciscanos à frente, odiavam a administração francesa, vendo neles "ateus e jacobinos", porque os franceses revogaram vários privilégios de alguns municípios e corporações dálmatas que tentavam modernizar a Dalmácia. 

### Segunda Administração Austríaca

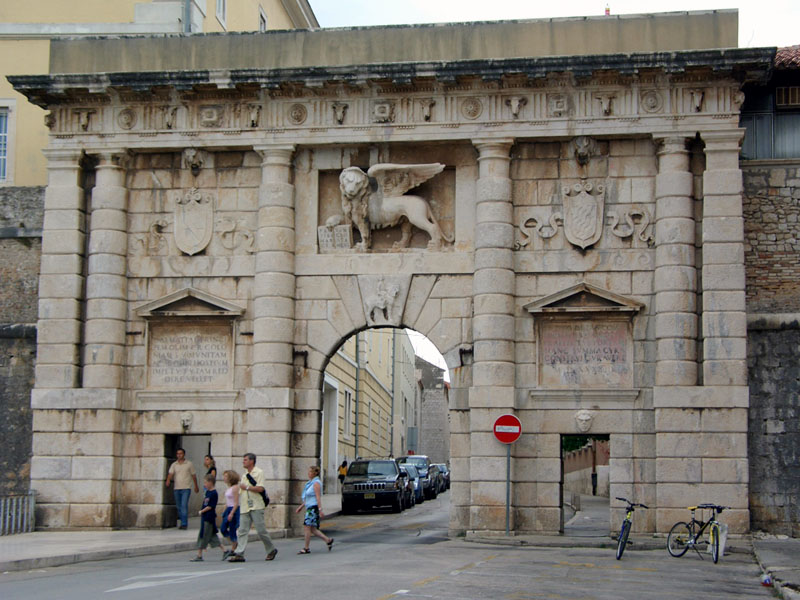
Os portões da cidade de Zadar apresentam o Leão de São Marcos da República de Veneza. Zadar era a capital do Reino da Dalmácia

Já em 1811, os britânicos assumiram Vis dos franceses, e em 1812 Lastovo, Korčula, Pelješac, Hvar, Cavtat, ilhas Dubrovnik e Split. Kotor foi tomada pelos russos. Após a derrota de Napoleão na Batalha de Leipzig em 1813, o Império Austríaco assumiu o controle das províncias da Ilíria. A tomada da Dalmácia foi facilmente realizada no outono de 1813 pelo general Franjo Tomašić e suas tropas de 2.900 soldados croatas, porque o povo da Dalmácia, sob a liderança do clero, especialmente os franciscanos, os recebeu como libertadores. Após a rendição de Zadar (6 de dezembro), o general Todor Milutinović iniciou uma campanha militar para tomar Dubrovnik (conquistando-a em 27 de janeiro de 1814) e a Baía de Kotor, o que ele fez em junho de 1814. Assim, o território que se estendia do rio Zrmanja até a cidade de Budva foi novamente subordinado a Viena. Isto foi confirmado no Congresso de Viena de 1815. 
O Barão Tomašić foi nomeado novo Governador da Dalmácia, enquanto a administração foi assumida pelo recém-formado Governo Provincial, liderado pelo próprio Tomašić. Para integrar a área entre Rab e Budva, a corte vienense estabeleceu uma unidade territorial especial – o Reino da Dalmácia. Com a mesma intenção, o Papa Leão XII emitiu a bula papal Locum Beati Petri, pela qual fundou a metrópole unificada de Zadar, que era superior a todas as dioceses da Dalmácia, incluindo as arquidioceses históricas de Split e Dubrovnik.  No período entre 1816 e 1822, todos os novos órgãos do governo central e provincial foram fundados em Zadar. A reorganização judicial também foi realizada. Esses órgãos administrativos e judiciais funcionaram até 1852/1854 e alguns até 1868, quando toda a administração foi reformada, quando novos órgãos judiciais e órgãos governamentais provinciais foram estabelecidos. Tal organização, com pequenas alterações, permaneceu em vigor até 1918. Pelas disposições da Patente de fevereiro de 1861, a Dieta da Dalmácia foi fundada. Os austríacos traziam funcionários públicos estrangeiros para a Dalmácia, principalmente da Áustria e do norte da Itália (então parte da Monarquia).  Em 1832, foi aberta uma nova estrada que passava pela passagem montanhosa Mali Alan de Velebit. Era a única conexão entre a Dalmácia e a Croácia continental. O governo austríaco aumentou o número de escolas; em 1839, havia 50 e, em 1846, cerca de 150, frequentadas por um terço das crianças em idade escolar. A língua croata nas escolas era quase uma exceção em comparação ao italiano.

#### Renascimento Nacional Italiano na Dalmácia

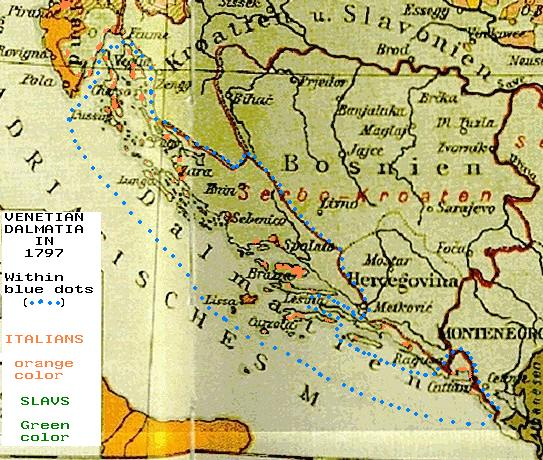
Mapa linguístico austríaco de 1896. Em verde, as áreas onde oseslavos eram a maioria da população; em laranja, as áreas onde os italianos da Ístria e os italianos da Dalmácia eram a maioria da população. Os limites da Dalmácia veneziana em 1797 são delimitados com pontos azuis.

A República de Veneza, entre o século IX e 1797, estendeu seu domínio à Ístria, às ilhas de Kvarner e Dalmácia, quando foi conquistada por Napoleão.  A Dalmácia foi então agregada ao Reino Napoleônico da Itália em 1805 e anexada às Províncias da Ilíria em 1809 (por alguns anos também a República de Ragusa foi incluída, desde 1808).
Após a queda de Napoleão (1814), a Ístria, as ilhas de Kvarner e Dalmácia foram anexadas ao Império Austríaco .  Da Idade Média até ao século XIX, as comunidades italianas e eslavas da Ístria e da Dalmácia viveram pacificamente lado a lado porque não conheciam a identificação nacional, dado que se definiam genericamente como “ístrios” e dálmatas”, de cultura “românica” ou “eslava”.  Mais tarde, muitos italianos da Ístria e da Dalmácia olharam com simpatia para o movimento Risorgimento que lutou pela unificação da Itália.  Os primeiros eventos que envolveram os italianos dálmatas na unificação da Itália foram as revoluções de 1848, durante as quais participaram da constituição da República de São Marcos em Veneza. Os expoentes italianos dálmatas mais notáveis que intervieram foram Niccolò Tommaseo e Federico Seismit-Doda. 

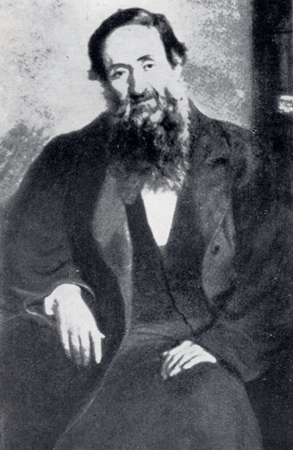
Niccolò Tommaseo

Após a Terceira Guerra da Independência Italiana (1866), quando as regiões de Vêneto e Friuli foram cedidas pelos austríacos ao recém-formado Reino da Itália, a Ístria e a Dalmácia permaneceram parte do Império Austro-Húngaro, juntamente com outras áreas de língua italiana no leste do Adriático. Isso desencadeou a ascensão gradual do irredentismo italiano entre muitos italianos na Ístria, Kvarner e Dalmácia, que exigiam a unificação da Marca Juliana, Kvarner e Dalmácia com a Itália. Os italianos da Ístria, Kvarner e Dalmácia apoiaram o Risorgimento italiano; como consequência, os austríacos viam os italianos como inimigos e favoreciam as comunidades eslavas da Ístria, Kvarner e Dalmácia,  fomentando o nacionalismo nascente dos eslovenos e croatas.  Durante a reunião do Conselho de Ministros de 12 de Novembro de 1866, o Imperador Francisco José I da Áustria delineou um projeto de grande alcance visando a germanização ou eslavização das áreas do império com presença italiana: 
Sua Majestade expressou a ordem precisa de que ações sejam tomadas decisivamente contra a influência dos elementos italianos ainda presentes em algumas regiões da Coroa e, ocupando apropriadamente os postos de funcionários públicos, judiciais, mestres, bem como com a influência da imprensa, trabalhem no Tirol do Sul, Dalmácia e Litoral para a germanização e eslavização desses territórios de acordo com as circunstâncias, com energia e sem qualquer consideração. Sua Majestade convoca os escritórios centrais ao forte dever de proceder dessa forma ao que foi estabelecido. – Francisco José I da Áustria, Conselho da Coroa de 12 de novembro de 1866
O linguista italiano Matteo Bartoli calculou que o italiano era a principal língua falada por 33% da população dálmata em 1803.   A avaliação de Bartoli foi seguida por outras alegações de que Auguste de Marmont, o governador-geral francês das províncias napoleônicas da Ilíria, encomendou um censo em 1809 que descobriu que os italianos dálmatas representavam 29% da população total da Dalmácia. Na Dalmácia assistiu-se a um declínio constante da população italiana, num contexto de repressão que assumiu também conotações violentas.  Durante este período, os austríacos levaram a cabo uma política anti-italiana agressiva através de uma eslavização forçada da Dalmácia. 
Com o desenvolvimento do nacionalismo croata, críticos como o historiador croata Duško Večerina alegaram que essas avaliações não foram conduzidas por padrões científicos modernos e que tomaram a língua falada como critério, em vez de sangue, origem e etnia. Eles ressaltaram que, de acordo com um relatório do conselheiro da corte imperial Joseph Fölch em 1827, a língua italiana era falada por nobres e alguns cidadãos de classes média e baixa exclusivamente nas cidades costeiras de Zadar, Šibenik e Split. Como apenas cerca de 20.000 pessoas habitavam essas cidades e nem todas eram falantes de italiano, eles afirmam que o número real era bem menor, provavelmente cerca de sete por cento da população total, como afirma o Departamento de Estudos Históricos da Academia Croata de Ciências e Artes (HAZU). 

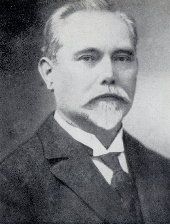
Luigi Ziliotto

Irredentistas italianos como Gabriele D'Annunzio, assim como proeminentes estudiosos italianos como Angelo Vivante, alegaram que Fölch não incluiu as ilhas dálmatas de Cres (Cherso), Lošinj (Lussino), Krk (Veglia), Vis (Lissa), Hvar (Lesina), Korčula (Curzola) e muitas outras ilhas com comunidades italianas significativas. Eles reafirmaram que a única evidência oficial sobre a população dálmata vem do censo austro-húngaro de 1857, que mostrou que neste ano havia 369.310 croatas indígenas e 45.000 italianos na Dalmácia, tornando os italianos dálmatas 10,8 por cento da população total da Dalmácia em meados do século XIX.
Dois movimentos nacionalistas nasceram na Dalmácia, o italiano e o eslavo. As instâncias políticas dos italianos dálmatas foram promovidas ao Partido Autonomista, fundado em 1878 e dissolvido em 1915: um membro proeminente foi Antonio Bajamonti, que de 1860 a 1880 foi prefeito de Split.  O partido, que originalmente também tinha o favor de parte da população eslava, gradualmente substituiu um programa autônomo para a região por um projeto irredentista para a região, dada a hostilidade das autoridades austríacas e os desacordos com o elemento eslavo.  
Em 1889, a fundação da Sociedade Dante Alighieri, com o objetivo de proteger e promover a língua italiana, permitiu dar apoio às iniciativas de preservação do elemento linguístico de língua italiana. Neste período, Roberto Ghiglianovich, como administrador da empresa, funda a La Lega em Zadar e promove a valorização da cultura italiana na região.  No mesmo ano, o irredentista Luigi Ziliotto torna-se prefeito de Zara, cargo que ocuparia até a eclosão da Primeira Guerra Mundial, sendo acusado de traição e declarado perdido pelas autoridades austríacas.  A política de colaboração com os sérvios locais, inaugurada por Roberto Ghiglianovich e por Giovanni Avoscani, permitiu então aos italianos conquistar a administração municipal de Dubrovnik em 1899. 
A Dalmácia, especialmente as suas cidades marítimas, já teve uma população étnica italiana local substancial (italianos dálmatas), constituindo 33% da população total da Dalmácia em 1803,   mas esta percentagem foi reduzida para 20% em 1816.  De acordo com os censos austríacos, os italianos dálmatas constituíam 12,5% da população em 1865,  mas esse número foi reduzido para 2,8% em 1910.  Na Dalmácia assistiu-se a um declínio constante da população italiana, num contexto de repressão que assumiu também conotações violentas. 
A população italiana na Dalmácia estava concentrada nas principais cidades costeiras. Na cidade de Split, em 1890, havia 1.969 italianos dálmatas (12,5% da população), em Zadar 7.423 (64,6%), em Šibenik 1.018 (14,5%), em Kotor 623 (18,7%) e em Dubrovnik 331 (4,6%). Em outras localidades dálmatas, de acordo com os censos austríacos, os italianos dálmatas experimentaram uma diminuição repentina: nos vinte anos de 1890-1910, em Rab eles passaram de 225 para 151, em Vis de 352 para 92, em Pag de 787 para 23, desaparecendo completamente em quase todas as localidades do interior. 
Até 1909, tanto o italiano quanto o croata eram reconhecidos como línguas oficiais na Dalmácia. Após 1909, o italiano perdeu seu status oficial, não podendo mais ser usado na esfera pública e administrativa. 

#### Renascimento Nacional Croata na Dalmácia
O domínio francês e austríaco contribuiu muito para o despertar nacional croata na Dalmácia, que também foi influenciada pelas ideias do movimento ilírio, ativo no Reino da Croácia. Em 1835, Božidar Petranović começou a imprimir a Revista Serbo-Dálmata (em croata: Srbsko-dalmatinski magazin) em Zadar, enquanto em 1844 Ante Kuzmanić lançou a revista Zora dalmatinska (Amanhecer Dálmata) e começou a trabalhar na conscientização linguística e nacional dos dálmatas, que até então era incentivada apenas pelo clero. A Revolução de 1848 inicialmente criou uma divisão política entre os marquistas, que queriam reconstruir a República de São Marcos (Veneza), e os monarquistas, proponentes da monarquia dos Habsburgos. Como os italianos ricos tinham controle total sobre as cidades e suas assembleias devido ao sistema eleitoral, as propostas das assembleias municipais e de condado do Reino da Croácia aos "irmãos dálmatas do mesmo sangue e língua" para a unificação da Dalmácia e da Croácia foram rejeitadas. No entanto, o movimento nacional croata era muito forte. Em resposta à recusa do Partido Autonomista em aceitar a unificação, os vigários e habitantes do interior da Dalmácia enviaram uma carta ao banimento croata Josip Jelačić, na qual declaravam que ainda buscavam a unificação e que seus oponentes eram uma grande minoria. Em dezembro de 1848, o Imperador Francisco José I nomeou Jelačić Governador da Dalmácia. A sua nomeação foi contestada pelos municípios de Split e Zadar (ambos governados pelo Partido Autonomista), enquanto os croatas, especialmente os de Dubrovnik, receberam Jelačić com grandes expectativas que mais tarde não foram cumpridas.  O papel de Jelačić permaneceu amplamente cerimonial, e a corte vienense recusou qualquer discussão sobre a questão da unificação. Em 1851, Bano Jelačić visitou o Reino e foi recebido com especial entusiasmo em Dobrota.  Para combater os oponentes da unificação (os italianos em particular), os croatas estavam estabelecendo bibliotecas públicas e sociedades culturais por toda a Dalmácia, principalmente sob o nome "eslavo". Por fim, o governo decidiu que a língua croata seria ensinada como segunda língua nas escolas da Dalmácia. No entanto, não havia muitas escolas onde a língua croata fosse ensinada, por isso os franciscanos fundaram o primeiro ginásio croata em 1854, em Sinj.  

#### Conflito entre os partidos Popular e Autonomista

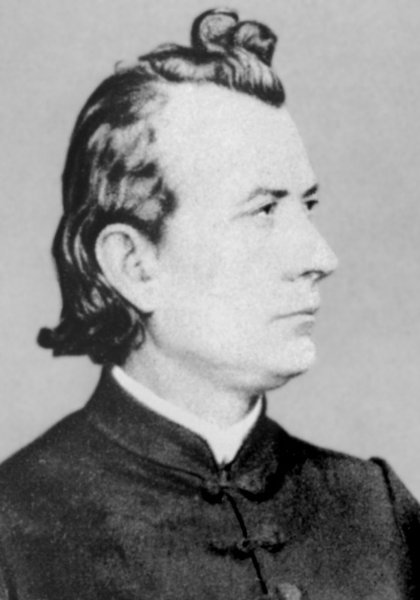
Mihovil Pavlinović, um dos mais proeminentes defensores da unificação da Dalmácia com o Reino da Croácia-Eslavônia

Em 1860, o Imperador Francisco José I decidiu renovar a vida constitucional e política do Império, então convocou um Conselho Imperial ampliado. Representantes do Reino da Croácia-Eslavônia, Ambroz Vranyczany e Josip Juraj Strossmayer, levantaram a questão da unificação dos Reinos da Croácia-Eslavônia e Dalmácia. Um representante da Dalmácia, Frane Borelli, declarou que os italianos eram de fato uma minoria na Dalmácia, mas que ele não acreditava que fosse o momento certo para a unificação. Na época, havia dois partidos políticos opostos na Dalmácia: o Partido Popular liberal nacionalista croata, liderado por Miho Klaić e Mihovil Pavlinović, e o Partido Autonomista conservador nacionalista italiano, liderado por Antonio Bajamonti e Luigi Lapenno. O Partido Autonomista foi apoiado pelo governador dálmata Lazar Mamula, pelas cidades de Zadar e Split, por algumas outras cidades e municípios menores, bem como pela corte vienense que temia o enfraquecimento da Áustria em relação à Croácia-Eslavônia e Hungria se a unificação acontecesse. O Partido Popular foi apoiado por Stari Grad, Vrboska, Metković, Bol, Dubrovnik e Kotor. O ponto principal do programa do Partido Popular era a unificação da Dalmácia com a Croácia-Eslavônia e a introdução da língua croata na administração e na educação. 
Por ocasião da convocação da Conferência do Bano em Zagreb, em 1860, representantes da Dalmácia foram convidados a discutir a unificação, mas o Partido Autonomista, apoiado por Ante Mamula, obstruiu a iniciativa.  A Dieta da Dalmácia foi convocada pela primeira vez em 1861. O Partido Autonomista detinha a maioria dos assentos devido ao sistema eleitoral injusto pelo qual grandes proprietários de terras, funcionários e representantes de cidadãos ricos, embora representassem apenas cerca de 20% da população da Dalmácia, tinham uma vantagem significativa. Dieta recusou a unificação da Dalmácia com a Croácia-Eslavônia. A Guerra Austro-Prussiana e a Terceira Guerra de Independência Italiana resultaram na Batalha marítima de Vis em 1866. Após o Compromisso Austro-Húngaro de 1867, que fortaleceu a divisão e revelou a perspectiva de unificação da Dalmácia com a Croácia-Eslavônia ao mínimo, o Partido Popular retornou à luta política e cultural para croatizar a Dalmácia, concentrando-se especialmente nas escolas, querendo introduzir o croata como língua de ensino. Portanto, seu objetivo era conquistar poder nos municípios, já que os currículos escolares eram de competência municipal.  Em 1862, eles lançaram um semanário em italiano Il Nazionale para conquistar eleitores cuja língua materna era o italiano. Mais tarde, eles começaram a publicar semanalmente também na lista croata Narodni (Gazeta do Povo). Em 1869, Mihovil Pavlinović escreveu o programa político croata - Hrvatska misao (Pensamento Croata), no qual defendia o direito croata à independência e o estabelecimento de um estado croata unificado e constitucional que incluiria todos os "territórios históricos croatas", incluindo a Dalmácia.  
Em outubro de 1869, uma revolta armada conhecida como revolta de Krivošije ocorreu na região do interior da Baía de Kotor, em Krivošije.  A revolta eclodiu após uma vitória prussiana decisiva sobre o Império Austríaco na Batalha de Königgrätz, em 1866, e a consequente introdução do recrutamento obrigatório para as pessoas daquela região, que até então eram tradicionalmente isentas do recrutamento. Devido ao recrutamento, os marinheiros perderam anos essenciais que poderiam ter usado trabalhando no mar. As pessoas que viviam nas montanhas foram desarmadas e perderam a oportunidade de ir à Herzegovina para caçar gado pequeno e grande. O acordo de paz formal, pelo qual o recrutamento foi abandonado e as pessoas foram autorizadas a manter as suas armas, foi assinado em 11 de janeiro de 1870. 
Membros dos partidos Popular e Autonomista estavam cada vez mais em conflito à medida que as tensões aumentavam. Em 31 de julho de 1869, durante a visita do navio italiano em missão hidrográfica, ocorreu um conflito entre marinheiros italianos e cidadãos croatas de Šibenik. 14 marinheiros italianos e alguns croatas ficaram gravemente feridos. Este conflito transformou-se num conflito diplomático entre o Reino da Itália e a Áustria-Hungria, conhecido como Caso Monzambano.  Enquanto isso, o Partido Popular começou a se organizar melhor e a ganhar lentamente municípios rurais no interior da Dalmácia e nas ilhas, o que culminou na eleição de 1870, quando conquistou a maioria das cadeiras na Dieta. Em 15 de fevereiro de 1873, o Partido conquistou a primeira grande cidade, Šibenik, onde Ante Šupuk foi eleito prefeito. Em 1882, apesar da intimidação e da violência das unidades paramilitares do Partido Autonomista, o Partido Popular Gajo Bulat derrotou Antonio Bajamonti, do Partido Autonomista, tornando-se assim o prefeito de Split. Pouco tempo depois, o Partido Popular venceu as eleições nos municípios de Stari Grad e Trogir, enquanto o Partido Autonomista governou apenas Zadar. Em 1883, o croata foi proclamado a língua oficial da Dieta da Dalmácia. 
Ao mesmo tempo, a rede de escolas croatas cresceu. Em 1866, a Escola de Professores Croata (em croata: Hrvatska učiteljska škola) foi inaugurado em Arbanasi, perto de Zadar. Em 1883, havia cerca de 300 escolas primárias e 3 escolas secundárias (em Dubrovnik, Kotor e Split) nas quais a língua croata era ensinada. Em 1898, o ginásio croata foi inaugurado em Zadar. 

#### Ruptura servo-croata

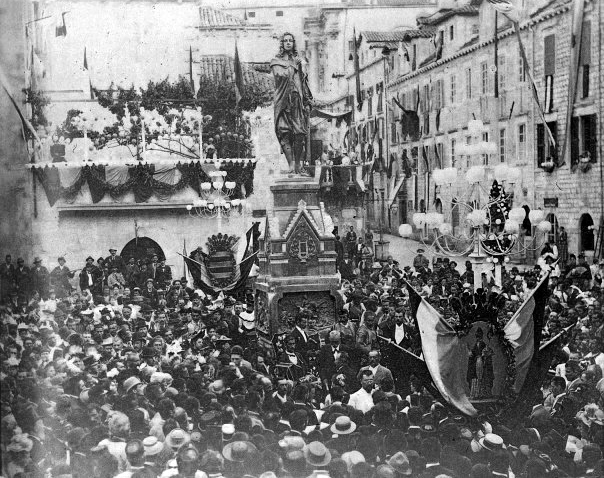
Inauguração do monumento dedicado a Ivan Gundulić em Dubrovnik, 20 de maio de 1893

Desde que Vuk Karadžić, Ilija Garašanin e Jovan Subotić começaram a escrever sobre a Dalmácia como uma terra sérvia, e após o reconhecimento do Reino da Sérvia como um estado independente no Congresso de Berlim de 1878, os diferentes interesses de croatas e sérvios na Dalmácia se tornaram mais evidentes. Os sérvios começaram continuamente a mencionar a Dalmácia como uma "terra sérvia".  Após o entusiasmo da Croácia com a ocupação austro-húngara da Bósnia e Herzegovina, que envolveu numerosos soldados croatas da Dalmácia, muitos dos quais morreram, e o pedido de unificação da Bósnia-Herzegovina com a Croácia-Eslavónia, o conflito era inevitável.  Em 1879, os sérvios de Bukovica votaram no candidato italiano do Partido Autonomista, em vez do Partido Popular, Mihovil Klaić. O Partido Popular chamou isso de traição de Bukovica .  Pouco depois, partidos separados da Croácia e da Sérvia foram fundados, mas os croatas ainda detinham a maioria na Dieta da Dalmácia.
Em novembro de 1881, sérvios e montenegrinos que viviam no interior da Baía de Kotor, no território do Reino da Dalmácia, rebelaram-se contra o recrutamento obrigatório, que era uma obrigação de todos os cidadãos da Monarquia. O exército austríaco, liderado pelo marechal de campo Stjepan Jovanović, reprimiu esta rebelião em maio de 1882. 
Em 1891, Frano Supilo começou a publicar Crvena Hrvatska (Croácia Vermelha), o jornal no qual escrevia contra as pretensões sérvias sobre a Dalmácia e a favor da unificação da Dalmácia com a Croácia.  Em 1893, por ocasião da construção de um monumento dedicado a Ivan Gundulić em Dubrovnik, houve grandes tensões entre croatas e sérvios. Ou seja, muitos dignitários, políticos e artistas croatas vieram a Dubrovnik, então a festividade se transformou em uma exibição do nacionalismo croata quando as pessoas começaram a cantar pela Croácia, em oposição aos desejos de algumas pessoas de Dubrovnik que eram defensoras das ideias sérvias, como Medo Pucić. 
Com a afirmação da chamada Política de Nova Direção, as relações servo-croatas começaram a melhorar. Isto foi confirmado pela assinatura da Resolução de Zadar em 25 de fevereiro de 1907. O Dr. Lovro Monti declarou: "Com os sérvios, podemos fazer muito, sem os sérvios, pouco, e contra os sérvios, nada."  Em 1905, pela primeira vez, um nativo da Dalmácia, Niko Nardelli (NS), foi nomeado governador. Em 1912, o italiano foi abolido em repartições públicas e tribunais. No entanto, o governo austríaco ainda usava italiano e alemão em sua correspondência oficial. 

#### Primeira Guerra Mundial

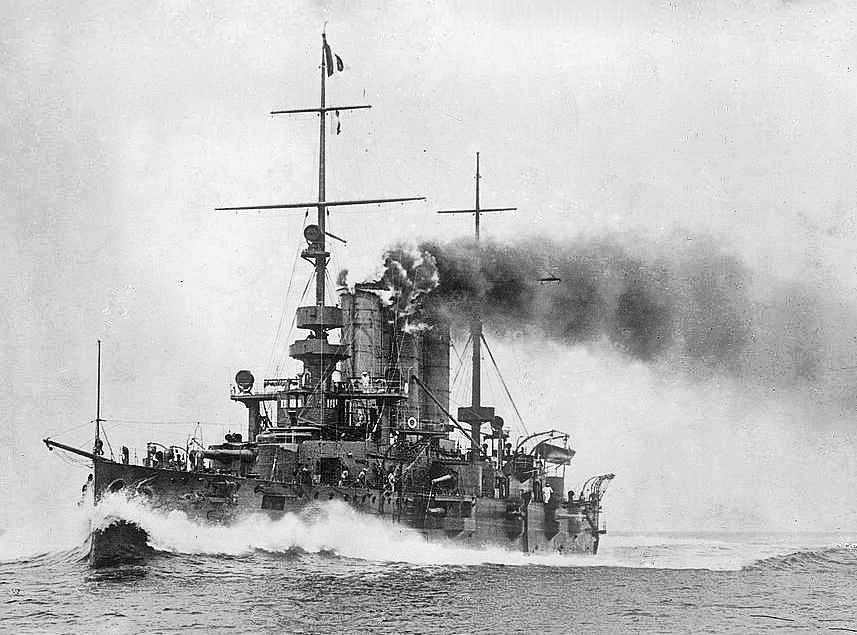
SMS Erzherzog Ferdinand Max, 1905

A Dalmácia foi uma região estratégica durante a Primeira Guerra Mundial que tanto a Itália quanto a Sérvia pretendiam tomar da Áustria-Hungria. A Itália se juntou aos Aliados da Tríplice Entente em 1915, ao concordar com o Tratado de Londres, que garantiu à Itália o direito de anexar uma grande parte da Dalmácia em troca da participação da Itália no lado Aliado. Imediatamente após a eclosão da Primeira Guerra Mundial, todas as organizações que o governo considerava próximas à Sérvia ou à ideia de criação de um único estado para todos os povos eslavos do sul foram proibidas. Muitos políticos importantes foram perseguidos e presos, enquanto alguns emigraram. Até 1915, quando o Reino da Itália se juntou às Potências da Entente após o Tratado de Londres, não houve operações de guerra no Adriático, mas desde então os conflitos marítimos se tornaram frequentes. Devido ao bloqueio aliado do Estreito de Otranto, o comércio no Adriático parou quase completamente. O governo recrutou muitos navios para fins militares, enquanto a navegação civil foi quase completamente suspensa. Apagões obrigatórios foram impostos nas ilhas e nos portos devido ao medo de bombardeios. Vários sinos de igreja foram removidos, derretidos e usados para fins de guerra. Também ocorreram combates ao redor de Lastovo e nas ilhas distantes, então baterias de artilharia foram posicionadas lá. Em 1917, a Força Aérea Francesa bombardeou Lastovo.  No final das hostilidades, em novembro de 1918, os militares italianos tomaram o controle de toda a porção da Dalmácia que havia sido garantida à Itália pelo Pacto de Londres e, em 17 de novembro, também tomaram Fiume.  Em 1918, o almirante Enrico Millo declarou-se governador italiano da Dalmácia.  O nacionalista italiano Gabriele d'Annunzio apoiou a tomada da Dalmácia e seguiu para Zadar num navio de guerra italiano em dezembro de 1918. 
Na Dalmácia, a fome e a escassez começaram a surgir, enquanto, ao mesmo tempo, as leis húngaras proibiam a exportação de alimentos para a metade austríaca da monarquia (da qual a Dalmácia fazia parte) em caso de guerra. A Dalmácia recebeu ajuda alimentar através do porto de Trieste, mas as quantidades eram inadequadas, por vezes até completamente inúteis, e muitas vezes chegavam demasiado tarde (por exemplo, os fornecimentos destinados a 1917 chegaram em 1918). Por isso, franciscanos e benfeitores de Zagreb organizaram a ação de enviar crianças dálmatas para a  Eslavônia e Moslavina para que pudessem ter nutrição adequada. A guerra destruiu a agricultura da Dalmácia. No final da guerra, eclodiram epidemias de tifo, cólera, varíola e gripe espanhola, causando a morte de muitas pessoas. 
Em 1915, os croatas representavam 34% do pessoal da Marinha Austro-Húngara.  Além da Marinha, os dálmatas também lutaram em unidades terrestres, nomeadamente no 22º Regimento Imperial, no 23º Regimento da Guarda Nacional Imperial de Zadar, no 37º Regimento Imperial de Dubrovnik e nos Fuzileiros Montados da Dalmácia. Após o anúncio de guerra da Itália, os croatas foram enviados principalmente para lutar em frentes contra a Itália porque o governo esperava que eles fossem motivados a lutar contra aqueles que os maltrataram no passado. Com o fim da guerra, também houve casos de deserção e, em fevereiro de 1918, eclodiu uma rebelião de marinheiros na Baía de Kotor, o Motim de Cattaro. Em 1917, representantes da Dalmácia no Conselho Imperial liderado por Vjekoslav Spinčić, Josip Smodlaka e Ivo Prodan, escreveram a Declaração de Maio, na qual apresentaram um programa de unificação de todos os eslavos do sul dentro da Áustria-Hungria, que deveria ser dividida em três partes iguais: Áustria, Hungria e Croácia. No final da guerra, o Conselho Nacional para a Dalmácia foi fundado em Zadar e a Organização Nacional unificada para a Dalmácia em Split. Esses órgãos logo começaram a governar a Dalmácia de forma independente.  Nos últimos dias da Monarquia, o General Stjepan Sarkotić conseguiu convencer o Primeiro Ministro Húngaro Sándor Wekerle e o Imperador Carlos I a apoiarem a unificação da Dalmácia com a Croácia, mas isso só aconteceu com o colapso da Monarquia em 1918. Em 29 de outubro de 1918, quando o Parlamento Austro-Húngaro foi dissolvido, o Parlamento Croata aprovou uma decisão pela qual a Croácia-Eslavônia encerrou as relações de direito estatal com a Áustria-Hungria e, junto com a Dalmácia e a cidade de Rijeka, uniu-se ao Estado dos Eslovenos, Croatas e Sérvios.

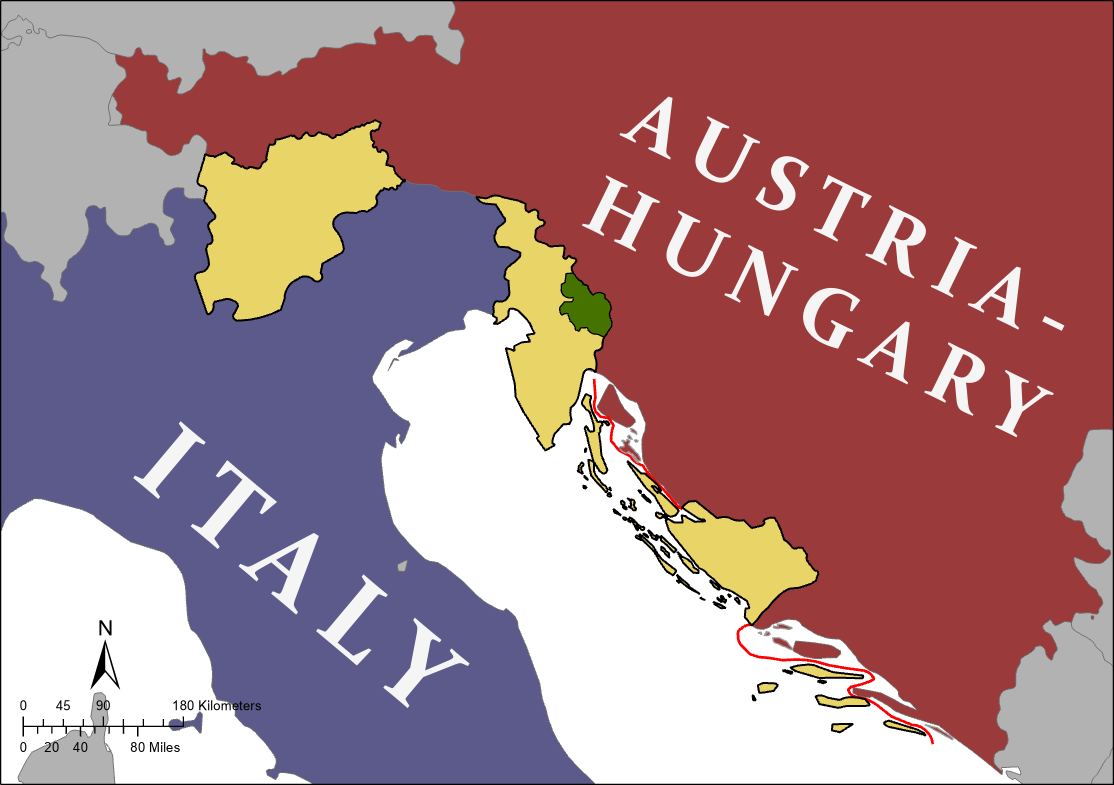
Territórios prometidos à Itália pelo Pacto de Londres (1915), ou seja, Trentino-Alto Ádige, a Marca Juliana e Dalmácia (marrom), e a área do Planalto de Snežnik (verde). Dalmácia, depois da Primeira Guerra Mundial, no entanto, não foi atribuída à Itália, mas à Iugoslávia

Os navios da Marinha Real Italiana ocuparam os principais portos da Dalmácia, onde fizeram contato com a sede do Fasci nazionali [it], ou seja, as seções locais do partido político italiano expressão do movimento fascista italiano dissidente.  Após a retirada do exército austríaco da Dalmácia, o Conselho Nacional Iugoslavo, que foi formado em Zagreb aguardando a união da Croácia com a Sérvia, estabeleceu um governo provisório da Dalmácia que se estendeu de Split a Zadar.  Em Zadar, o antigo presidente da câmara Luigi Ziliotto, que pertencia ao Partido Autonomista Ítalo-Dálmata, organizou um governo local que se opôs ao governo eslavo, proclamando a autoridade do Fascio nazionale sobre o município de Zadar, investindo-o com os poderes anteriormente detidos pelo conselho municipal de Zadar dissolvido em 1916. 
Em 31 de outubro de 1918, o Reino da Itália, com o consentimento dos Aliados, ocupou militarmente a Dalmácia, incluindo muitas áreas não prometidas pelo Pacto de Londres, mas fornecidas pelo Armistício de Villa Giusti entre o Reino da Itália e a Áustria-Hungria, que previa o fim da guerra e a rendição desta última.  Em 4 de novembro de 1918, a Marinha Real Italiana ocupou as ilhas de Vis, Lastovo, Molat e Korčula, onde os comitês nacionais iugoslavos não ofereceram resistência armada.  Também em 4 de novembro de 1918, o navio que atracou em Zadar foi recebido por Luigi Ziliotto, em meio à exultação dos italianos dálmatas da cidade.  Do lado jugoslavo, houve apenas protestos diplomáticos.  Nos dias seguintes, a situação em torno de Zadar mudou, com os iugoslavos começando a se organizar militarmente nas áreas ao redor da cidade.  A ocupação militar italiana de Šibenik, cidade não incluída no pacto de Londres, foi um pouco mais difícil, dada a hostilidade da população croata.  A Marinha Real Italiana continuou então a ocupar a costa da Dalmácia, continuando para sul, chegando, em 9 de novembro de 1918, ao Cabo Planka em nome dos Aliados. 
Todas as outras ilhas da Dalmácia foram ocupadas em novembro. Por exemplo, entre as maiores, Hvar em 13 de novembro e Pag em 21 de novembro.  Em Cres e Lošinj houve uma recepção entusiástica dos dálmatas italianos que viviam nas duas ilhas.  Em 26 de novembro, a Marinha Real Italiana também ocupou Krk e Rab, ilhas não incluídas no Pacto de Londres.  O principal elemento pró-iugoslavo que se opôs à ocupação italiana foi o clero local, tanto que as autoridades italianas decidiram expulsar o bispo de Krk, Anton Mahnič, que fundou e liderou o Movimento Católico Croata. 

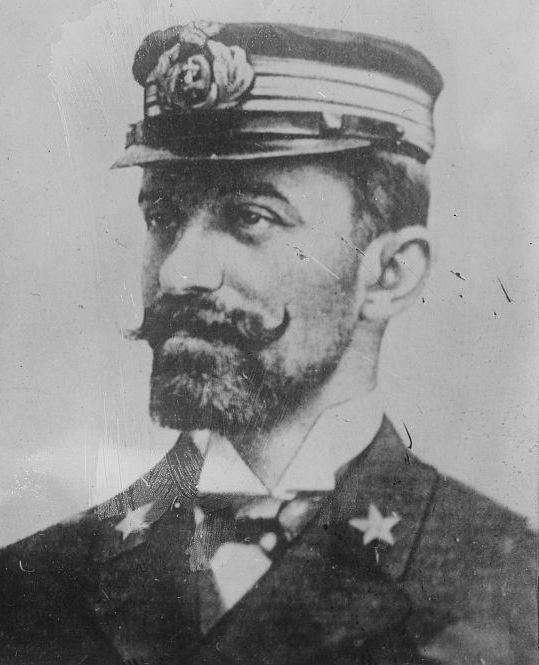
Enrico Millo

Uma vez ocupada toda a Dalmácia, o governo italiano nomeou como governador o vice-almirante da Marinha Real Italiana Enrico Millo, que já tinha ocupado cargos políticos, uma vez que era também Ministro da Marinha e sempre apoiou a anexação da Dalmácia à Itália.  Inicialmente, a capital do governo da Dalmácia foi estabelecida em Šibenik, uma decisão política que significou a intenção do Reino da Itália de manter o controle de toda a Dalmácia.  Na primavera de 1919, a capital foi transferida para Zadar.  Como primeira acção, Millo retirou oficialmente a autoridade civil e política dos comités nacionais locais jugoslavos.  Ao mesmo tempo, permitiu que representantes pró-iugoslavos permanecessem na Dieta Provincial da Dalmácia e no Tribunal de Recurso da Dalmácia.  Os antigos membros do Partido Autonomista pró-italiano fundiram-se maciçamente no Fasci nazionali e começaram a desempenhar funções políticas, tendo alguns deles sido contratados por instituições públicas.  Os antigos funcionários da Áustria-Hungria, embora contactados pela administração italiana, não quiseram assumir cargos políticos e civis por medo de represálias no caso de a Dalmácia ser anexada à Iugoslávia. 
O interior da Dalmácia não foi ocupado por nenhum exército durante todo o mês de novembro, embora fosse de facto administrado pelos comitês nacionais iugoslavos dependentes de Zagreb. As Forças Armadas Italianas, depois de terem consolidado o seu controlo sobre os portos e ilhas, e com a chegada de reforços da pátria, começaram a penetrar no interior da Dalmácia, ocupando Vodice (em 3 de Dezembro de 1918), e Scardona/Skradin (em 5 de Dezembro de 1918).  O caso da ocupação de Tenin/Knin foi muito mais complexo, dada a escassa presença de italianos dálmatas, enquanto a presença sérvia era notória.  Enrico Millo ordenou que o exército sérvio, entretanto chegado, se retirasse, uma vez que se tratava de territórios concedidos ao Reino da Itália pelo Armistício de Villa Giusti.  Após repetidos confrontos armados entre os dois exércitos, as tropas italianas ocuparam Knin em 1 de janeiro de 1919. 
Enrico Millo tentou obter o consenso político dos dálmatas eslavos melhorando as condições de vida, criando serviços de saúde, distribuindo alimentos e estimulando a economia agrícola decretando a proibição da importação de azeite e vinho da Itália.  De forma mais geral, para incentivar o crescimento da economia dálmata, ele estabeleceu uma taxa de câmbio favorável entre a antiga coroa austríaca e a lira italiana para a economia local. As autoridades italianas também deixaram a liberdade de associação aos eslavos, permitindo a criação de partidos políticos e associações culturais, e concedendo liberdade de imprensa mesmo aos jornais pró-iugoslavos, sem prejuízo do facto de a censura ser frequente.  Em Zadar, Šibenik, Hvar e Krk, eram frequentes as manifestações populares contra a ocupação italiana e a favor da união da Dalmácia com a Jugoslávia, organizadas pelo clero católico e ortodoxo acima mencionado.  Por outro lado, o Fasci nazionali italiano organizou manifestações a favor da anexação da Dalmácia ao Reino da Itália.  Para tentar evitar protestos anti-italianos, Millo decretou expulsões do governo da Dalmácia e ordenou o confinamento de civis em instalações especiais sem julgamento, causando críticas oficiais e protestos dos Estados Unidos. 

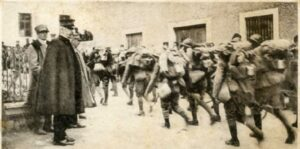
Enrico Millo inspeciona as tropas italianas que chegam a Šibenik (1918)

A oposição política à administração italiana diminuiu gradualmente, também devido à evolução política do Reino da Iugoslávia, no qual o poder excessivo sérvio era cada vez mais evidente.  De facto, já no início de 1919, na Jugoslávia, houve uma repressão decisiva contra o movimento camponês croata dos irmãos Radic e contra o Partido Social-Democrata Iugoslavo.  Nesta situação, os camponeses católicos croatas, que antes eram pró-iugoslavos, começaram a mostrar-se indiferentes à ocupação italiana.  Enrico Millo, consequentemente, mudou a estratégia política do seu governo.  De facto, ele começou a apresentar-se como um garante da ordem social e como um defensor dos católicos dálmatas contra o Reino da Iugoslávia.  Como consequência, o sentimento anti-italiano continuou a diminuir.  Na verdade, permaneceu limitadamente ativo em Zadar, Šibenik e Knin, bem como em Krk e Hvar. 
Entretanto, apesar das garantias do Pacto de Londres à Itália de uma grande parte da Dalmácia e da ocupação militar italiana dos territórios reivindicados da Dalmácia (pela presença de italianos dálmatas), tanto as negociações de paz de 1919 a 1920 quanto os Quatorze Pontos de Woodrow Wilson, que defendiam a autodeterminação, tiveram precedência, com a Itália sendo autorizada a anexar apenas Zadar da Dalmácia, com o resto da Dalmácia sendo parte da Iugoslávia. Nacionalistas italianos enfurecidos consideraram a decisão uma traição às promessas do Pacto de Londres, então esse resultado foi denunciado como uma "vitória mutilada". A retórica da "vitória mutilada" foi adotada por Benito Mussolini, levou à ascensão do fascismo italiano e se tornou um ponto-chave na propaganda da Itália fascista. Os historiadores consideram a “vitória mutilada” como um “mito político”, usado pelos fascistas para alimentar o imperialismo italiano e obscurecer os sucessos da Itália liberal após a Primeira Guerra Mundial. 

## História demográfica

### 1803–1818
A Dalmácia, especialmente as suas cidades marítimas, já teve uma população étnica italiana local substancial (italianos dálmatas), constituindo 33% da população total da Dalmácia em 1803,   mas esta percentagem foi reduzida para 20% em 1816.  Existem várias razões para a diminuição da população italiana dálmata após a ascensão do nacionalismo europeu no século XIX: 
- O conflito com os governantes austríacos causado pelo "Risorgimento" italiano.
- O surgimento do nacionalismo croata e do irredentismo italiano (ver Risorgimento), e o subsequente conflito entre os dois.
- A emigração de muitos dálmatas em direção às crescentes regiões industriais do norte da Itália antes da Primeira Guerra Mundial e da América do Norte e do Sul.
- Assimilação multigeracional de qualquer pessoa que se casou fora de sua classe social e/ou nacionalidade – perpetuada por semelhanças em educação, religião, distribuição linguística dupla, cultura dominante e produção econômica.

O processo de declínio dos italianos dálmatas teve várias fases: 
- Sob o domínio austríaco, a partir da década de 1840, como resultado da era do nacionalismo, do nascimento do irredentismo italiano e do conflito resultante com a maioria croata e os governantes austríacos.
- Após a Primeira Guerra Mundial, como resultado da criação do Reino da Iugoslávia (onde toda a Dalmácia estava incluída, exceto Zadar e algumas ilhas do norte da Dalmácia), houve uma emigração de um grande número de italianos dálmatas, principalmente para Zadar.
- Durante a Segunda Guerra Mundial, a Itália ocupou grandes áreas da costa iugoslava e criou o governo da Dalmácia (1941–1943), com três províncias italianas, Zadar, Split e Kotor. Zadar foi bombardeada pelos Aliados e severamente danificada em 1943-44, com inúmeras vítimas civis. A maior parte da população mudou-se para a Itália.
- Após a Segunda Guerra Mundial, a Itália cedeu todas as áreas italianas restantes na Dalmácia para a nova RSF Iugoslávia. Isto foi seguido por uma emigração em massa de quase todos os italianos dálmatas restantes que participaram do êxodo Ístria-Dálmata dos antigos territórios do Reino da Itália. Alguns se tornaram mundialmente famosos, como o estilista Ottavio Missoni, o escritor Enzo Bettiza e o magnata industrial Giorgio Luxardo, fundador da destilaria de bebidas Maraschino.

### 1818–1857
Segundo M. Lorković, a população total da Dalmácia era de 297.912 em 1818; 326.739 em 1825; 338.599 em 1830; 390.381 em 1840; e 393.715 em 1850.   Segundo os censos austríacos, os italianos dálmatas constituíam 12,5% da população em 1865.  Com base no censo de 1857, o Reino da Dalmácia tinha 415.628 habitantes.  De acordo com uma análise do censo de 1857, 318.500 (76,5%) habitantes eram croatas, 77.500 (18,5%) eram sérvios e ca. 20.000 eram falantes de italiano (5%).  A percentagem de sérvios dálmatas foi de 19,9% no período de 1830-50.  Nas cidades, os habitantes eram 71% croatas, 22% italianos e 7% sérvios.  Havia 745 sérvios em Kotor; em todas as outras cidades havia menos de 400.  O número de sérvios na Dalmácia diminuiu; no entanto, no norte aumentou.  Entre os ortodoxos, havia um padre para cada 400 pessoas, enquanto entre os católicos, havia um padre para cada 330 pessoas. 

### 1880
O censo austríaco de 1880 registrou os seguintes grupos étnicos no Reino: 
- 371.565 Croatas
- 78.714 Sérvios
- 27.305 italianos

### 1900
O censo austríaco de 1900: 
- Religião
  - 496.966 católicos
  - 96.279 Ortodoxos Orientais
  - 539 outros

- Idiomas[95]
  - Servo-croata: 565.276 (95,2%)
  - Italiano: 15.279 (2,6%)
  - Alemão: 2.306 (0,4%)
  - Total: 593.784

### 1910
De acordo com o censo oficial austríaco de 1910, a população por religião e língua materna era: 
- Religião
  - 539.057 católicos
  - 105.332 Ortodoxos Orientais
  - 1.257 outros

- Idiomas
  - Servo-croata: 610.649
  - Italiano: 18.028
  - Alemão: 3.081
  - Outros: 3.077

### Cidades
As principais cidades eram (1900): 
- Zadar, a capital, com 13.016 habitantes
- Split (18.547)
- Šibenik (10.072)
- Dubrovnik (8.437)

## Subdivisões administrativas

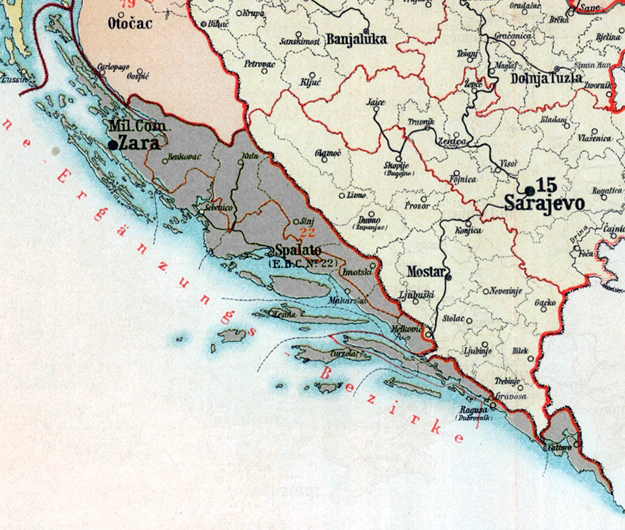
Mapa do Reino da Dalmácia

Extensão do Reino da Dalmácia, sobreposta às atuais fronteiras internas da Croácia (a área da Baía de Kotor fica em Montenegro)

De 1822 a 1868, o Reino da Dalmácia foi administrativamente dividido em quatro círculos (condados, italiano: circoli ou capitanati circolari, croata: okruzi ou okružna poglavarstva) - Zadar, Split, Dubrovnik e Kotor - estes foram subdivididos em distritos menores (italiano: distretti-preture, croata: kotari-preture), cada um compreendido por municípios (italiano: comuni, croata: općine). Em 1868, os círculos foram abolidos e a Dalmácia foi dividida em 13 distritos (administrativos) maiores (italiano: distretti politici ou capitanati distrettuali, croata: kotari ou kotarska poglavarstva) cujas capitais eram (1880): 
- Benkovac
- Dubrovnik
- Hvar
- Imotski
- Knin
- Korčula
- Kotor
- Makarska
- Metković
- Sinj
- Split
- Šibenik
- Zadar

Os distritos, como unidades governamentais com o prefeito nomeado pelo governo (italiano: capitano distrettuale, croata: kotarski poglavar), eram subdivididos em distritos judiciais (italiano: distretti giudiziari, croata: sudski kotari) e estes em municípios (italiano: comuni, croata: općine) como autoridades locais com o conselho municipal eleito (italiano: consiglio comunale, croata: općinsko vijeće) e o prefeito (italiano: podestà, croata: načelnik ) eleitos pelo conselho. 

## Religião
O arcebispo católico romano tinha sua sede em Zadar, enquanto a diocese de Kotor, a diocese de Hvar, a diocese de Dubrovnik, a diocese de Šibenik e a diocese de Split eram bispados. À frente da comunidade ortodoxa estava o bispo de Zadar. 
O uso de liturgias croata-eslavas escritas no alfabeto glagolítico, um privilégio muito antigo dos católicos romanos na Dalmácia e na Croácia, causou muita controvérsia durante os primeiros anos do século XX. Havia um perigo considerável de que as liturgias latinas fossem completamente substituídas pelas glagolíticas, especialmente nas ilhas do norte e nas comunidades rurais, onde o elemento eslavo é todo-poderoso. Em 1904, o Vaticano proibiu o uso do idioma glagolítico na festa da SS. Cirilo e Metódio, como susceptíveis de prejudicar a unidade do catolicismo. Poucos anos antes, o arcebispo eslavo Rajcevic de Zara, ao discutir a "controvérsia glagolítica", denunciou o movimento como "uma inovação introduzida pelo pan-eslavismo para facilitar ao clero católico, após qualquer grande revolução nos Estados Balcânicos, romper com Roma Latina". 

## Governadores
O chefe da administração imperial austríaca na Dalmácia era o governador provincial imperial-real (italiano: I. R.  Governatore Provinciale, croata: c. k. Guverner) nomeado pelo imperador. A partir de 1852 ele era conhecido como Tenente Imperial-Real (italiano: I. R. Luogotenente, croata: c. k. Namjesnik). 
- Franjo Tomašić (1815–1831)
- Wenzeslau Lilienberg Water (1831–1841)
- Ivan August Turszky (1841–1848)
- Ludwig von Welden (1848)
- Josip Jelačić (1848–1859)
- Lazar Mamula (1859–1865)
- Franjo Filipović (1865–1868)
- Johann Wagner (1868–1869)
- Gottfried Auersperg (1869)
- Julius Fluk von Leidenkron (1869–1870)
- Gavrilo Rodić (1870–1881)
- Stjepan Jovanović (1882–1885)
- Ludovik Cornaro (1885–1886)
- Dragutin Blažeković (1886–1890)
- Emil David (1890–1902)
- Erasmus Handel (1902–1905)
- Nicola Nardelli (1905–1911)
- Mario Attems (1911–1918)

## Militares
Unidades militares no reino no início da Primeira Guerra Mundial:
- Exército Comum[101]
  - 22º Regimento de Infantaria (Dálmata) "Graf von Lacy" (Guarnição: Spalato/Split)
- Landwehr Imperial-Real[102]
  - Divisão Imperial-Real Montada de Fuzileiros do Estado Dálmata (Guarnição: Sinj)
  - 23º Regimento de Infantaria do Landwehr Imperial-Real (Guarnição: Zara/Zadar)
  - 37º Regimento de Infantaria do Landwehr Imperial-Real (Guarnição: Gravosa/Gruž)

## Política

### Dieta da Dalmácia
O Reino da Dalmácia realizou eleições para a Dieta da Dalmácia em 1861, 1864, 1867, 1870, 1876, 1883, 1889, 1895, 1901 e 1908. 

### Conselho Imperial

#### 1907
Nas eleições de 1907, a Dalmácia elegeu os seguintes representantes para a câmara baixa do Reichsrat (Conselho Imperial): 
- Partido Croata
  - Ante Dulibić
  - Vicko Ivčević
  - Frane Ivanišević
  - Ante Tresić Pavičić
  - Ante Vuković
  - Juraj Biankini
- Partido dos Direitos
  - Ivo Prodan
  - Josip Virgil Perić
- Partido do Povo Sérvio
  - Dušan Baljak
  - Miho Bjeladinović
- Independente
  - Frane Bulić

#### 1911
Nas eleições de 1911, a Dalmácia elegeu os seguintes representantes: 
- Partido Croata
  - Vicko Ivčević
  - Pero Čingrija
  - Ante Tresić Pavičić
  - Juraj Biankini
- Partido dos Direitos
  - Ivo Prodan
  - Ante Dulibić
  - Ante Sesardić
  - Josip Virgil Perić
- Partido do Povo Sérvio
  - Dušan Baljak
  - Gjuro Vukotic
- Partido Progressista Popular Croata
  - Josip Smodlaka